# Hylaeus vachalianus
Hylaeus vachalianus là một loài Hymenoptera trong họ Colletidae. Loài này được Moure mô tả khoa học năm 1960.